# Comté de Wilkin
Le Comté de Wilkin est situé dans l’État du Minnesota, aux États-Unis. Il comptait 7 138 habitants en 2000. Son siège est Breckenridge.